# Теодор Качинський

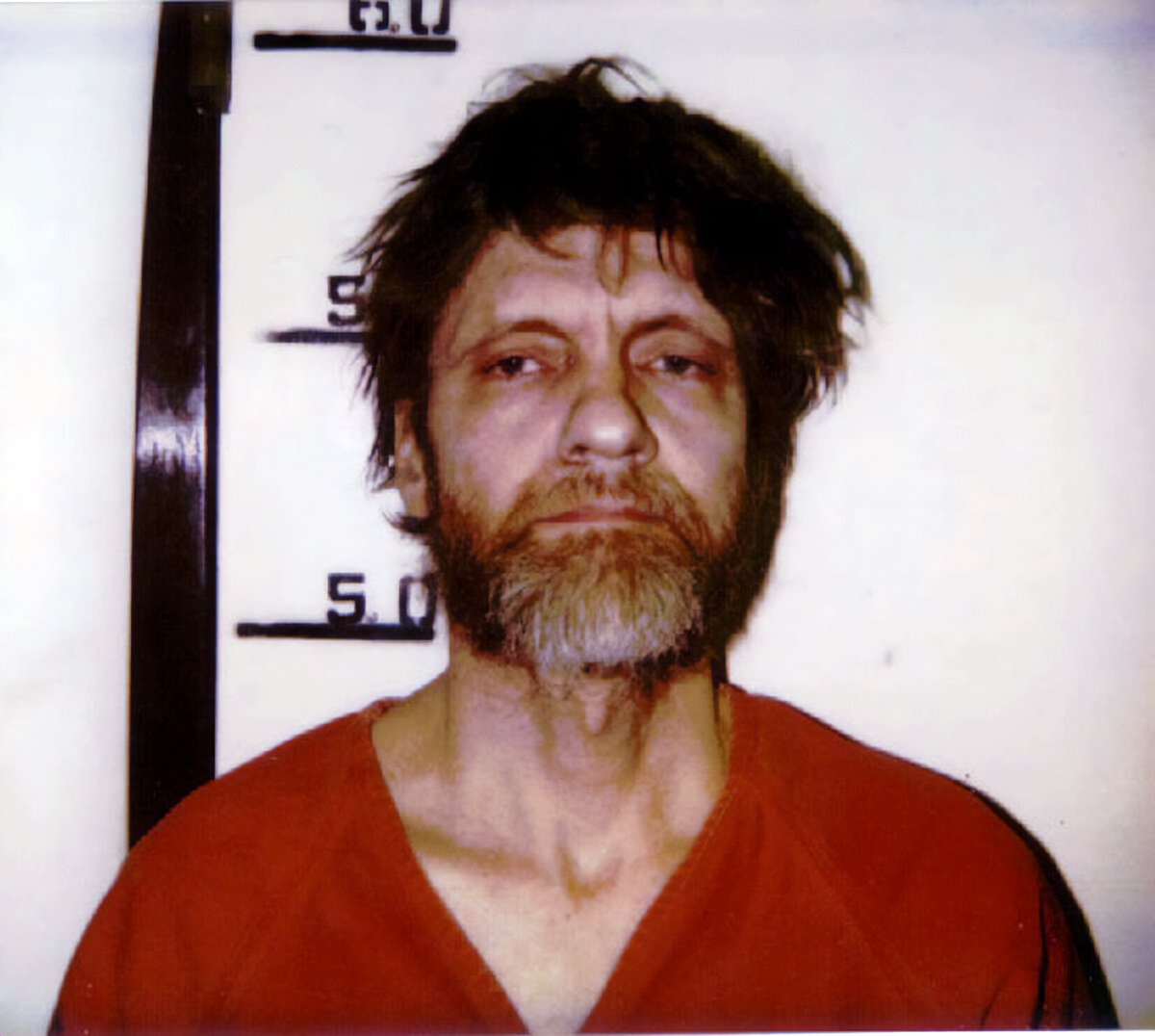
Теодор Качинський після арешту

Теодор Джон (Тед) Качинський (англ. Theodore John (Ted) Kaczynski); 22 травня 1942, Чикаго — 10 червня 2023) також відомий як Unabomber (сполучення слів університет та бомбардувальник) — американський математик, анархіст, соціальний критик, примітивіст, організатор і виконавець акції надсилання бомб поштою у США, яка тривала майже 20 років, і призвела до загибелі трьох і поранення 23 людей. Заарештований 1995 року. Засуджений до довічного ув'язнення у США. Його знайшли мертвим у камері 10 червня 2023 року.

## Життєпис
Теодор Качинський народився в 1942 році у Чикаго. Його математичні здібності були помічені ще в початковій школі. Достроково закінчив школу, потім одержав дипломи Мічиганського та Гарвардського університетів. У 1967 році став доцентом одного із найпрестижніших університетів США — Університету Каліфорнії в Берклі.
Колеги та друзі пророкували йому блискучу кар'єру математика. Але в 1969 році він раптом пішов у відставку і зник. Виявилося, він розчарувався в сучасній цивілізації, мріяв повернути людей назад до природи. З 1976 по 1995 рік він тероризував свою країну, розсилаючи поштою бомби вченим та підприємцям, зв'язаним за родом діяльності з комп'ютерами, авіакомпаніями чи експлуатацією природних ресурсів. 
Качинський вбив віце-президента найбільшої рекламної фірми, яка працювала на нафтову корпорацію «Ексон», Томаса Моссера; «головного лісника» Америки та керівника найбільшої приватної фірми з продажу деревини Гілберта Мюррея; власника комп'ютерної корпорації та відомого інженера Хью Кемпбела. Він зробив інвалідами піонера в області дослідження мікрохвиль Діогена Ангелакоса, блискучого хіміка Баклі Криста, найвідомішого генетика і дослідника синдрому Дауна Чарльза Епстайна, провідного фахівця Америки в області вивчення штучного інтелекту та розробника декількох мов програмування Давида Гелентера, президента авіакомпанії «Об'єднані авіалінії» Персі Вуда та багатьох інших. За його голову ФБР призначило нагороду — 1 мільйон доларів.
У 1995 році Унабомбер написав відкритий лист до «Нью-Йорк таймс» та «Вашингтон пост». Він обіцяв припинити бомбування, якщо газети опублікують його маніфест «Індустріальне суспільство та його майбутнє». Він хотів звернутися до народу. Після довгих консультацій з ФБР, видавці погодилися.
А через кілька місяців ФБР знайшло знаменитого терориста в убогій хатині в горах Монтани — він жив полюванням і риболовлею, а його житло не мало ані електрики, ані ванної та туалету. Процес над Качинським тривав два роки. Його визнали шизофреніком і присудили до довічного позбавлення волі. Він утримувався у одиночній камері у в'язниці найсуворішого режиму у Флоренс, Колорадо.
Знаменитого терориста видав правосуддю його молодший брат Девід після того, як Лінда Патрік, дружина Тедового брата Девіда Качинського, запідозрила, що це саме Тед написав маніфест, оскільки впізнала його стиль письма. Далі вона повідомила чоловікові про свої підозри. Спочатку він не вірив, що його рідний брат міг бути автором маніфесту, але, порівнявши попередні листи, він знайшов незаперечний доказ; в одному з листів, якими вони обмінювалися, був дійсно знайдений той ж самий стиль письма Теда, що був присутній у маніфесті. Про це відкриття Девід повідомив ФБР. Вони скромно жили у провінційному містечку штату Нью-Йорк, де Девід працював адвокатом у громадському Фонді захисту підлітків. Девід звернувся до ФБР, причому довго переконував спецслужби, що його брат Теодор — саме той, кого шукає вся Америка. Він умовив ФБР місяць постежити за хатиною свого брата у Монтані. І через місяць ФБР переконалося в правоті пильної дружини молодого адвоката.
Давид Качинський одержав обіцяну нагороду в мільйон доларів. Потім він написав книгу про свого брата і заробив на її продажу кілька мільйонів. Як він заявив пресі, частину гонорару він віддасть у Фонд потерпілих від Унабомбера. У Фонд потерпілих Давид Качинський також має намір передати частину гонорару за майбутній фільм про свого брата.
По суду Давид Качинський виграв у ФБР право на володіння будинком Унабомбера і має намір відкрити там музей. Прихильники Теодора Качинського, що з'явилися після публікації маніфесту, утворили свою партію. Причому ці люди — представники технократичної інтелігенції, яку так ненавидів терорист. Вони шанують його маніфест, але продовжують терпляче працювати у своїх компаніях на благо індустріального суспільства.
Сам Теодор Качинський за присудом зобов'язаний виплатити 250 тис. доларів своєму адвокату і 215 тис. доларів родинам тих, хто постраждав від його бомб. Звичайно, він міг і відмовитися. Але до недавніх пір він усе ще дуже бажав заразити своєю ідеєю все суспільство. Тому, сидячи у в'язниці, писав і публікував книги і статті в газетах. Гонорари за його праці перераховувалися потерпілим. Схоже, що пізніше він зневірився в цій тактиці. Він подавав прохання про перегляд своєї справи, не визнавав себе шизофреніком і вимагав для себе страти.
Помер у в'язниці 10 червня 2023 року у 81-річному віці.

## Праці
- Маніфест Унабомбера (аудіозапис)(укр.)
- «Індустріальне суспільство і його майбутнє» на ukrcenter.com
- "Анти-технологічна революція. Як і чому?"